# Bay Shore (Nova York)
Bay Shore és una població dels Estats Units a l'estat de Nova York. Segons el cens del 2000 tenia 23.852 habitants.

## Demografia
Segons el cens del 2000, Bay Shore tenia 23.852 habitants, 8.194 habitatges, i 5.530 famílies. La densitat de població era de 1.747,5 habitants/km².
Dels 8.194 habitatges en un 33% hi vivien nens de menys de 18 anys, en un 46,8% hi vivien parelles casades, en un 15,2% dones solteres, i en un 32,5% no eren unitats familiars. En el 25,9% dels habitatges hi vivien persones soles el 10,5% de les quals corresponia a persones de 65 anys o més que vivien soles. El nombre mitjà de persones vivint en cada habitatge era de 2,83 i el nombre mitjà de persones que vivien en cada família era de 3,4.
Per edats la població es repartia de la següent manera: un 25,9% tenia menys de 18 anys, un 8,9% entre 18 i 24, un 32,5% entre 25 i 44, un 21,3% de 45 a 60 i un 11,4% 65 anys o més.
L'edat mediana era de 35 anys. Per cada 100 dones de 18 o més anys hi havia 93 homes.
La renda mediana per habitatge era de 50.155 $ i la renda mediana per família de 60.046 $. Els homes tenien una renda mediana de 40.878 $ mentre que les dones 31.851 $. La renda per capita de la població era de 23.437 $. Entorn del 8,9% de les famílies i el 12,2% de la població estaven per davall del llindar de pobresa.